# ЛКСМУ

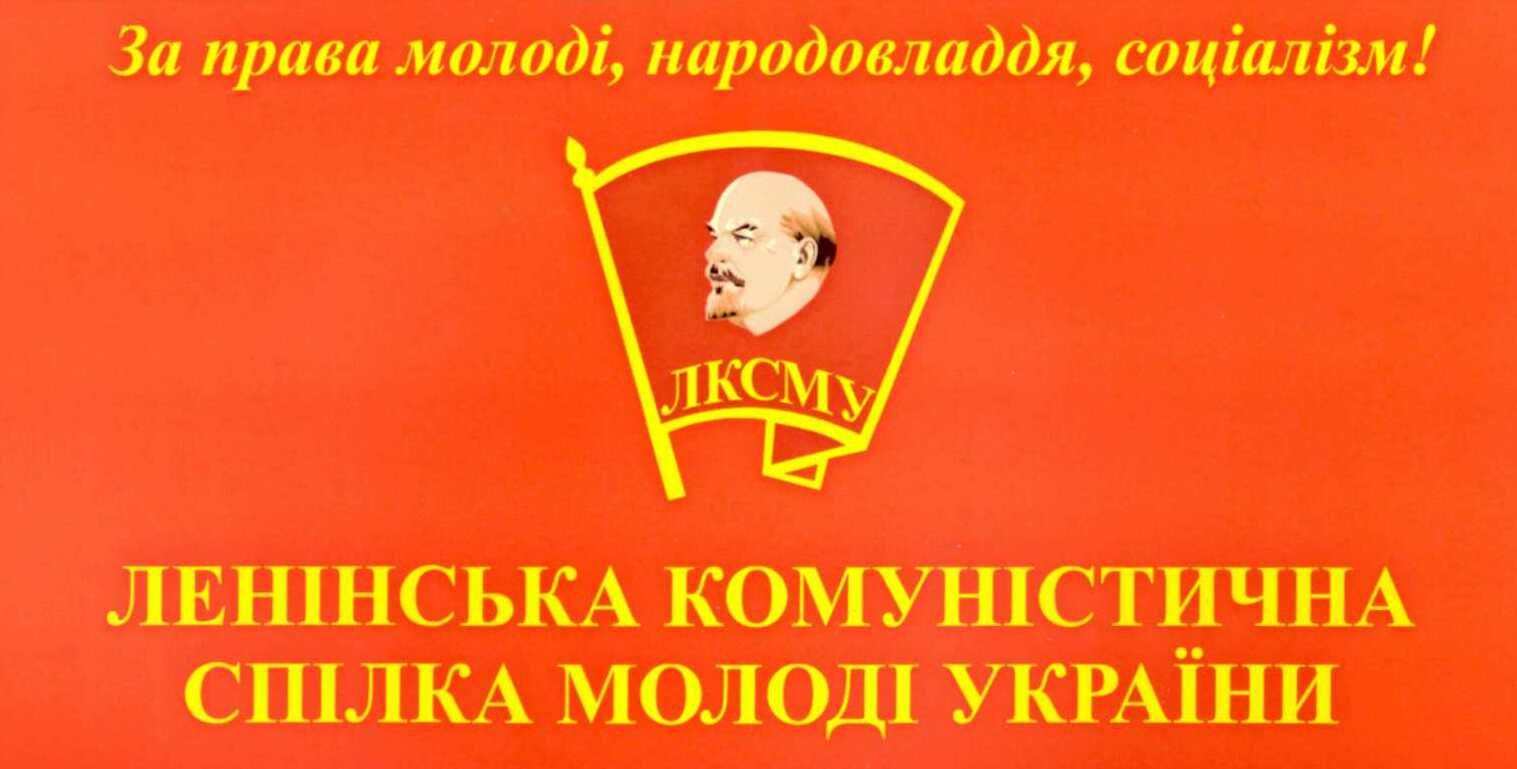
Прапор ЛКСМУ

Ле́нінська Комуністи́чна Спі́лка Мо́лоді Украї́ни (ЛКСМУ) — всеукраїнська молодіжна організація, що існувала в Український Радянській Соціалістичній Республіці у 1919–1991 роках. Відновлена у 1997 р., працює під керівництвом Комуністичної партії України. Відповідно до моніторингу інформації з сайту організації її керівництво займає активну українофобську і проросійську позицію.
Згідно з офіційним сайтом організації сучасним слоганом ЛКСМУ є «Товаришу, скинемо Київську хунту разом!» (мова оригіналу рос. «Товарищ, сбросим Киевскую хунту вместе!» )

## Історія
Комуністичну спілку робітничої молоді (КСРМ) України засновано 26 червня 1919 року. Пізніше назву спрощено до «Комуністична спілка молоді» (КСМ).
З 1926 року вслід за РКСМ (російським комсомолом) додає до назви «ленінський», ставши ЛКСМ України.
9 січня 1993 року було зібрано І-й установчий з'їзд у м. Донецьк, за для мети відновлення колишньої організації.
У 2011 році при підтримці Центрального комітету Комуністичної партії України та Міністерства освіти і науки України ЛКСМУ розпочав процес відродження Піонерської організації України та процес легалізації обласних, міських та районних піонерських організацій по всім регіонам України. В основу відродженої Піонерської організації покладена оновлена ідеологія «Дитячого комунізму», повністю адаптованого до сучасних умов демократії та ринкових відносин.
16 грудня 2015 Окружний адміністративний суд міста Києва завершив розгляд справи за позовом Міністерства юстиції України до Комуністичної партії України про заборону її діяльності. Справа розглядалась за участю третьої особи — Уповноваженого Верховної Ради України з прав людини. Суд задовольнив позов Міністерства юстиції у повному обсязі, заборонивши діяльність Комуністичної партії України.

## Структура ЛКСМУ

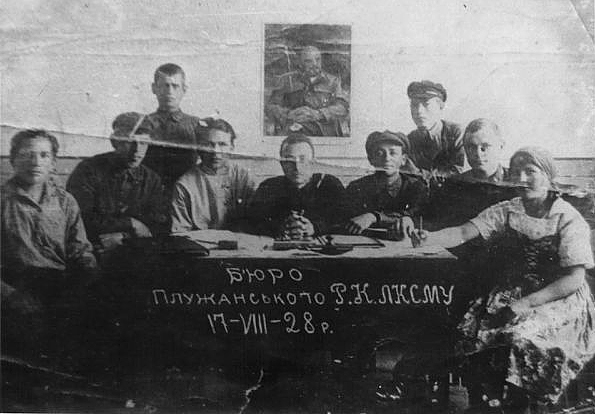
Бюро Плужанського райкому ЛКСМУ (1928 рік)

З 20-х років XX століття сформувалася територіальна структура Комсомолу України подібна до структури Компартії.
Найвищим органом ЛКСМУ був з'їзд, який обирав керівництво організації, а також на з'їзді вирішувалися основні питання, пов'язані з державою і існуванням організації.
Головним керуючим органом ЛКСМ був Центральний Комітет (ЦК) ЛКСМ України. Його члени обиралися на з'їдах ЛКСМ.
У губерніях та повітах розміщувалися губернські (губком) та повітові (повітком) комітети ЛКСМ.
В зв'язку з тим, що 1 серпня 1925 року рішенням IX Всеукраїнського з'їзду Рад поділ на губернії було скасовано, було поступово введено поділ «сільрада-район-округа». На деякий час з'являються окружні (окружком) та районні (райкоми) комітети, але вже у 1930 році округи було скасовано, як і окружкоми комсомолу. Райкоми стали підпорядковуватися ЦК ЛКСМУ.
У 1932 році вводиться поділ УРСР на області. ЛКСМУ отримує новий поділ на обласні (обком) та районні (райком) комітети комсомолу.
У містах осередком ЛКСМУ був міський комітет (міськом). Якщо місто було достатніх розмірів то міському були підпорядковані районні комітети (райкоми) комсомолу.
Крім того постійні осередки були на підприємствах, навчальних закладах, збройних силах. Структура комсомолу як і батьківська структура (КПУ) майже повністю охоплювала усі галузі життя молоді. Навіть у студентських будівельних загонах утворювалися комсомольські структури.
Після розпаду СРСР і утворення незалежної України у 1991 році, структуру ЛКСМУ як і КПУ було фактично зруйновано.

### Центральний Комітет (ЦК) КСРМ/КСМУ/ЛКСМУ

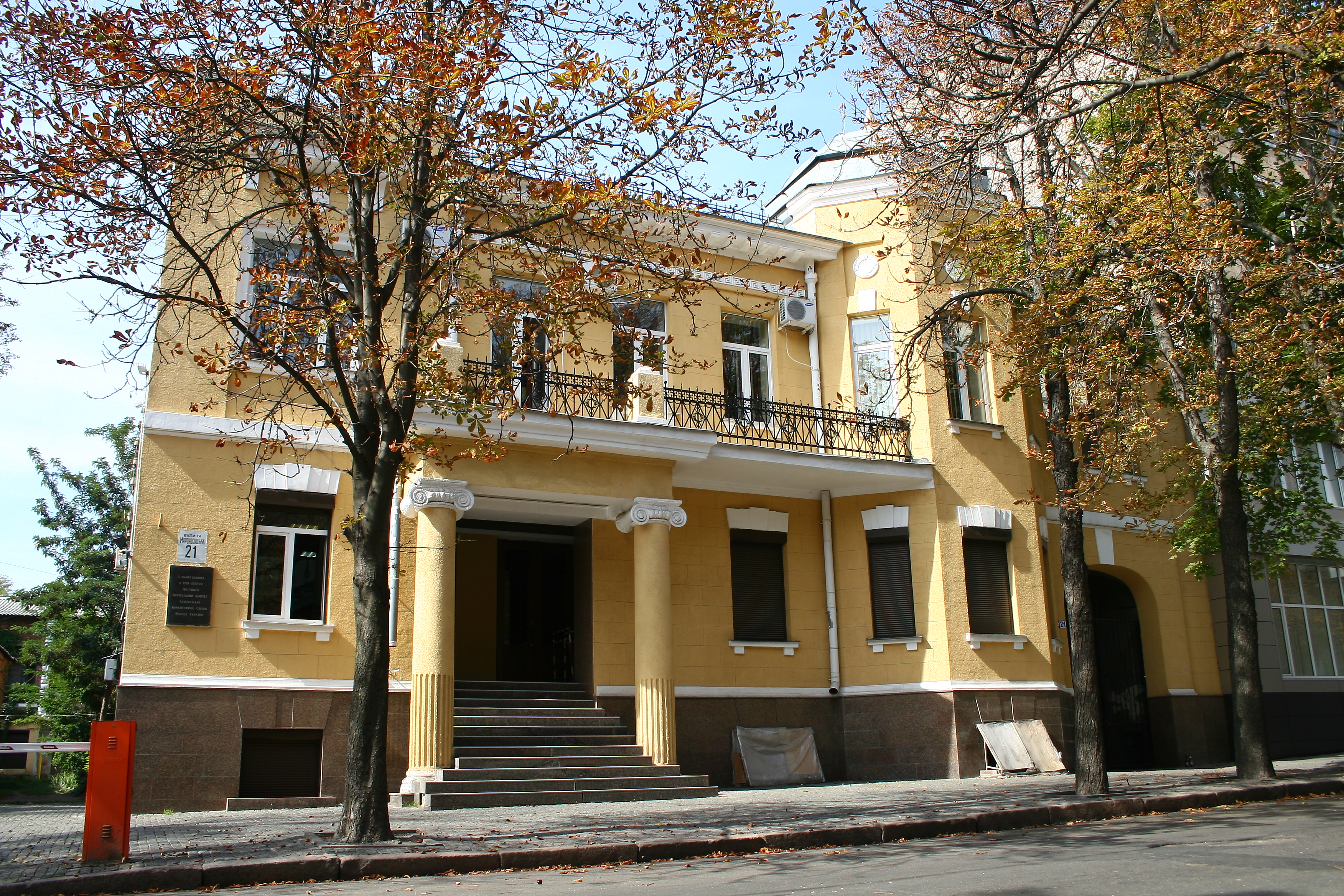
Будинок, у якому розміщувався ЦК КСРМ України у 1919—1920 роках (м. Харків, вул. Мироносицька, 21)

Керівний орган ЛКСМУ в республіці. Вибори до ЦК відбувалися на з'їздах ЛКСМУ. У своїй роботі фактично підпорядковувався ЦК ВЛКСМ та Комуністичній партії України.
Головою комсомолу та ЦК ЛКСМУ до 1932 року був Генеральний секретар. З 1932—1991 рік ЦК очолював Перший секретар.
Крім того у ЦК на керівних посадах були Другий секретар та секретарі. Серед членів ЛКСМУ обиралися члени ЦК та члени Бюро ЦК.

### Обласний Комітет (Обком) ЛКСМУ
Керівний орган ЛКСМУ у області УРСР. Обкоми підпорядковувалися ЦК ЛКСМ України і були у тісній взаємодії з обкомами партії.
Очолював обком ЛКСМУ Перший секретар.
Крім того у керуванні обкому були також профільні секретарі (наприклад секретар по кадрам).

### Районний Комітет (Райком) ЛКСМУ
Керівний орган ЛКСМУ у районі області чи міста. Райкоми області підпорядковувалися обкомам ЛКСМ України і були у тісній взаємодії з райкомами партії.
У великих містах, які поділені на райони, райкоми комсомолу підпорядковувалися міськкомам ЛКСМУ і відповідно були у тісній взаємодії з відповідними райкомам партії.

## Перші (Генеральні) секретарі ЦК ЛКСМ України
- 1 Ігнат Самуїл Йосипович (1922)

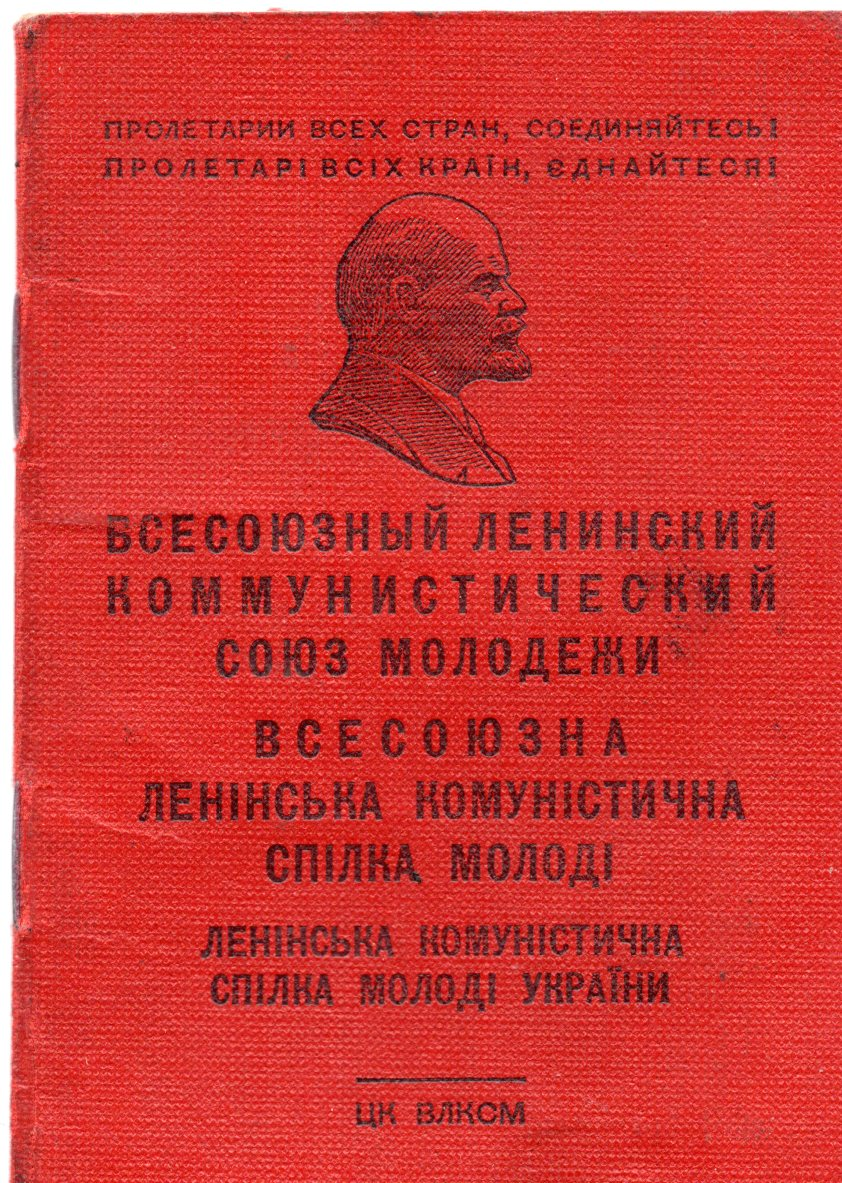
Комсомольський квиток члена ЛКСМУ (вид. у 1967 році)

- 2 Васютін (Філюшкін) Василь Пилипович (1922—1923)
- 3 Гуревич Давид Савелійович (1923—1924)
- 4 Павлов Дмитро Дмитрович (1924—1925)
- 5 Височиненко Семен Дмитрович (1925—1927)
- 6 Мільчаков Олександр Іванович (1927—1928)
- 7 Корсунов Іван Миколайович (1928—1930)
- 8 Бойченко Олександр Максимович (1930—1932)
- 9 Андрєєв Сергій Ілліч (1932—1937)
- 10 Сухий Гаврило Григорович (1937)
- 11 Усенко Степан Іванович (1937—1938)
- 12 Хоменко Яків Олексійович (1938—1943)
- 13 Костенко Василь Семенович (1943—1947)
- 14 Семичасний Володимир Юхимович (1947—1950)
- 15 Шевель Георгій Георгійович (1950—1955)
- 16 Дрозденко Василь Іванович (1955—1960)
- 17 Єльченко Юрій Никифорович (1960—1968)
- 18 Капто Олександр Семенович (1968—1972)
- 19 Гіренко Андрій Миколайович (1972—1975)
- 20 Корнієнко Анатолій Іванович (1975—1983)
- 21 Мироненко Віктор Іванович (1983—1986)
- 22 Цибух Валерій Іванович (1986—1989)
- 23 Матвієнко Анатолій Сергійович (1989—1990)
- 24 Вовченко Сергій Миколайович (1990—1991)

Після відновлення ЛКСМУ в 1993 році знову почали обирати Перших секретарів ЦК.
- Савін Василь Костянтинович (1993—1994) обраний на І з'їзді у м. Донецьк. Пізніше перейшов до молодіжного крила Соціалістичної партії (Соціалістичний конгрес молоді).
- Феколкін Юрій Олександрович (з 1994) обраний на XXX з'їзді у м. Запоріжжя (о. Хортиця)
- Боженко Олег Віталійович (з 1995) обраний на XXXI з'їзді
- Старинець Олександр Георгійович (до 2000)
- Полііт Андрій Анатолійович (2000—2005)
- Царьков Євген Ігорович (2005—2009)[9].
- Присяжнюк Олександр Андрійович (не пізніше 2012—2014)
- Кононович Михайло Адамович (2014—) — активний учасник антиукраїнських та проросійських акцій. Дані про нього фігурують на сайті «Миротворець»[10][11].

## Другі секретарі ЦК ЛКСМ України
- Зав'ялов Василь Петрович (1924—1926)
- Курганов Олександр Якович (1926—1928)
- Бойченко Олександр Максимович (1929—1930)
- Гапеєв Олександр Є. (1930-ті)
- Краєвський Йосип Еварестович (1934—1935)
- Клінков Микола Володимирович (1935—1937)
- Огненний Василь Васильович (1937—1938)
- Насєдкін Пилип Іванович (1938—1939)
- Буцол Всеволод Казимирович (1939—1943)
- Кузнецов Микола Антонович (1943—1946)
- Тронько Петро Тимофійович (1946—1947)
- Митрохін Михайло Олексійович (1947—1948)
- Шевель Георгій Георгійович (1948—1950)
- Чирва Іван Сергійович (1950—1952)
- Шульженко Борис Сергійович (1952—1954)
- Дрозденко Василь Іванович (1954—1955)
- Кириченко Микола Карпович (1955—1960)
- Єльченко Юрій Никифорович (1960)
- Кулик Володимир Васильович (1960—1965)
- Капто Олександр Семенович (1966—1968)
- Скиба Іван Іванович (1968—1970)
- Гіренко Андрій Миколайович (1970—1972)
- Корнієнко Анатолій Іванович (1972—1975)
- Білоблоцький Микола Петрович (1975—1979)
- Солдатенко Борис Васильович (1979—1982)
- Мироненко Віктор Іванович (1982—1983)
- Цибух Валерій Іванович (1983—1986)
- Мірошниченко Володимир Миколайович (1986—1990)
- Бутко Володимир Іванович (1990—1991)

## Секретарі ЦК ЛКСМ України
- Перла Поліна (1919)
- Старостін Костянтин Федорович (1920—1921)
- Яковлєв Олександр Іванович (1920)
- Марченко Дмитро 1924
- Шарабурін Іван Андрійович (1925—1927)
- Зарва Іван В. (1927—192.8)
- Розенберг (1927)
- Корсунов Іван Миколайович (1927—1928)
- Козлов Василь Микитович (1927—1928)
- Голуб Федір Якович (1927—1928)
- Сєриков Федір Михайлович (1928—1929)
- Холохоленко Олександр Улянович (1928—1929)
- Самойлов Л. (1930)
- Воробін А.І. (1931)
- Віленський Марк(Михайло) Григорович (193.1—193.2)
- Євдокієнко Н.В. (193.2)
- Пилипенко М.С. (193.3)
- Яремчук Галина Федорівна (1937)
- Кудінова М.Я. (1937—1938)
- Буцол Всеволод Казимирович (1938—1939)
- Брик Валентина Володимирівна (1938—1940)
- Кузнецов Микола Антонович (1939—1943)
- Фесенко Іван Костянтинович (1939—1940)
- Підтиченко Марія Максимівна (1940—1944)
- Корнієнко Євдокія Антонівна (1940—1945)
- Косигін Петро Данилович (1943—1946)
- Клочко Валентин Феодосійович (1943—1946)
- Сеген Сергій Григорович (1944—1946)
- Сушан Ганна Іванівна (1945—1949)
- Шевель Георгій Георгійович (1946—1948)
- Семичастний Володимир Юхимович (1946—1947)
- Митрохін Михайло Олексійович (1947)
- Коваленко Костянтин Степанович (1947—1950)
- Гладка Лідія Всеволодівна (1947—1954)
- Шендрик Людмила Карпівна (1949—1953)
- Шульженко Борис Сергійович (1950—1952)
- Дрозденко Василь Іванович (1952—1954)
- Балясна Любов Кузьмівна (1953—1958)
- Кирилова Світлана Кирилівна (1954—1962)
- Тарасов Сергій Володимирович (1954—1955)
- Мозговий Іван Олексійович (1955—1962)
- Єльченко Юрій Никифорович (1958—1960)
- Чмихало Євгенія Іванівна (1958—1963)
- Торсуєв Юрій Володимирович (1960—1962)
- Шевченко Валентина Семенівна (1962—1969)
- Скиба Іван Іванович (1962—1968)
- Бихов Леонід Васильович (1962—1969)
- Главак Тамара Володимирівна (1963—1970)
- Ревенко Григорій Іванович (1968—1972)
- Москалюк Іван Степанович (196.9—197.2)
- Шваб Олександр Петрович (1969—1974)
- Хоменко Ірина Семенівна (1969—1973)
- Максименко Григорій Дмитрович (1970—1978)
- Черв'якова Роза Іванівна (1972—1979)
- Єфіменко Олександр Васильович (1973—1980)
- Врублевська Валентина Борисівна (1973—1984)
- Білоблоцький Микола Петрович (1974—1975)
- Бабич Сергій Петрович (1975—1979)
- Плохій Валерій Семенович (1978—1982)
- Швецова Людмила Іванівна (1979—1981)
- Борзов Валерій Пилипович (1980—1986)
- Сахань Іван Якович (1980—1985)
- Мироненко Віктор Іванович (1981—1982)
- Ткач Дмитро Іванович (1982—1986)
- Симоненко Петро Миколайович (1982—1988)
- Яцина Ольга Григорівна (1984—1989)
- Матвієнко Анатолій Сергійович (1985—1988)
- Барабаш Володимир Васильович (1986—1990)
- Соколов Юрій Дмитрович (1986—199.0)
- Зінченко Олександр Олексійович (1988—1989)
- Вовченко Сергій Миколайович (1989—1990)
- Гончарова Тетяна Валентинівна (1989—1991)
- Дунєбабін Андрій Володимирович (1991)

## З'їзди КСМУ/ЛКСМУ
За часи існування УРСР відбулися 24 З'їзди комсомолу України.
- І (26.06.— 1.07.1919). Всеукраїнський з'їзд комуністичних організацій робітничо-селянської молоді України. Організаційно сформував створення комсомолу України. Відбувся у м. Київ;
- II (11.- 16.05.1920). Відбувся у м. Харків[12];
- III (11.- 16.05.1921);
- V (2-7.07.1924)[13];
- VI (1.—6.03.1926);
- VII (25.04.—2.05.1928);
- VIII (6.—12.01.1931);
- IX (2—8.04.1936). Відбувся у м. Київ;
- Х (15—23.11.1937). Відбувся у м. Київ;
- XI (7—12.02.1939). Відбувся у м. Київ;
- XII (28—30.09.1940). Відбувся у м. Київ;
- XIII (10—14.12.1946). Відбувся у м. Київ;
- XIV (19—21.02.1949). Відбувся у м. Київ;
- XV (27—29.01.1953). Відбувся у м. Київ;
- XVI (25—27.02.1954). Відбувся у м. Київ;
- XVII (22—24.12.1955). Відбувся у м. Київ;
- XVIII (20—22.02.1958). Відбувся у м. Київ;
- XIX (22—24.03.1962). Відбувся у м. Київ;
- XX (25—27.04.1966). Відбувся у м. Київ;
- XXI (25—27.03 1970). Відбувся у м. Київ;
- XXII (5—7.03.1974). Відбувся у м. Київ;
- XXIII (14—16.03.1978). Відбувся у м. Київ;
- XXIV (5—6.04.1982). Відбувся у м. Київ;
- XXV (5—6.03.1987). Відбувся у м. Київ;
- XXVI (10—16.06.1990). Відбувся у м. Київ

Після розпаду радянського Союзу і встановлення незалежної України ЛКСМ України продовжував збирати з'їзди встановивши нову нумерацію і зберігши стару.
- I (9.01.1993) (XXVII). Установчий з'їзд за для мети відновлення колишньої організації[4]. Обрано першого секретаря ЦК Василя Савина. Відбувся у м. Донецьк;
- XXX (травень 1994). Обрано першого секретаря ЦК Юрія Феколкіна. Відбувся у м. Запоріжжі (о. Хортиця);
- XXXI (грудень 1995). Обрано першого секретаря ЦК Олега Боженко;
- III (XXXIII) (листопад 2000)
- VII (XXXVII) (7.7.2012)[14]. Відбувся у м. Київ (Київський міський палац піонерів);
- IX (XXXIX) 24.12.2016[10].

## Емблеми, нагороди та пам'ятні знаки ЛКСМУ

Меморіальна дошка на будинку № 44 по вулиці Саксаганського у Києві, присвячена діяльності ЛКСМУ. Демонтована 2016 року.

У ЛКСМУ (як і у ВЛКСМ і інших республіканських аналогічних організаціях) використовували особливі «комсомольські значки». Які виглядали як розгорнутий червоний прапор всередині якого розміщувався профіль Леніна.
Також ЦК ЛКСМУ нагороджувало членів організації за успіхи та досягнення. До таких нагород відносилися такі нагороди як «За участь у розвитку хімії УРСР», «За спорудження Кременчуцької ГЕС», «За активну участь в ударному будівництві», «За спорудження підприємств гірничо-рудної промисловості», «Лауреат республіканської комсомольської премії імені Миколи Островського». Слід зауважити що написи на нагородах були виконані українською мовою.
Крім того існували пам'ятні знаки присвячені річницям ЛКСМУ, такі як «50 років ЛКСМ України» (1969), «60 років ЛКСМУ» (1979). Написи на значках були українською мовою.
Крім того особливі значки випускалися для делегатів з'їздів ЛКСМУ. Як правило вони були у вигляді червоного прапору з профілем Леніна, на прапорі розміщувався напис «ЛКСМУ» (зазвичай червоного кольору). Крім того на значку золотом вказувався номер з'їзду, наприклад: «XXII з'їзд», «XXIV з'їзд».
Відновлена організація ЛКСМУ продовжує випускати пам'ятні знаки. До таких значків можливо віднести «90 років ЛКСМ України» (2009), ця нагорода виконана за зразком медалей і кріпиться на п'ятикутній колодці.

## Нагороди
В різні роки своєї діяльності ЛКСМУ була нагороджена державними орденами СРСР:
- Орден Червоного Прапора (1944)
- Орден Леніна (1958).
- Орден Жовтневої Революції (1969).